# Orange2fly
Orange2fly is een Griekse luchtvaartmaatschappij die chartervluchten, wet-lease- en ad-hocvluchten uitvoert.

## Geschiedenis
De luchtvaartmaatschappij werd opgericht in september 2015 door voormalig personeel van SkyGreece Airlines. Het ontving zijn eerste vliegtuig in juli 2016 en startte met operaties op 12 september 2016.

## Vloot
Samenstelling vloot februari 2018

| Type            | Aantal | Orders | Zitplaatsen | opmerkingen |
| --------------- | ------ | ------ | ----------- | ----------- |
| Airbus A320-200 | 4      | 0      | 180         |             |
| Totaal          | 4      | 0      |             |             |